# Leksaksbil
En leksaksbil är en liten bil vars huvudsakliga användningsområde är lek. Gränsen mellan leksaksbilar och modellbilar är flytande, och handlar till stor del om att modellbilar har en äldre målgrupp och leksaksbilar oftare är mer robusta och därmed anpassade för lek. Dinky Toys, Corgi Toys, Matchbox och Hot Wheels är kända tillverkare.

## Olika typer av samlande
- Bilmärken, till exempel Saab eller Volvo.
- Teman, till exempel polisbilar, ambulanser eller taxibilar.
- Bilar man ägt i livet.
- Tillverkare, tex Tekno eller Dinky Toys.

En person som är känd för sitt intresse för leksaksbilar är serietecknaren Joakim Lindengren, som tillsammans med vänner har bildat Svenska Småbil- och Rusdrycksförbundet.

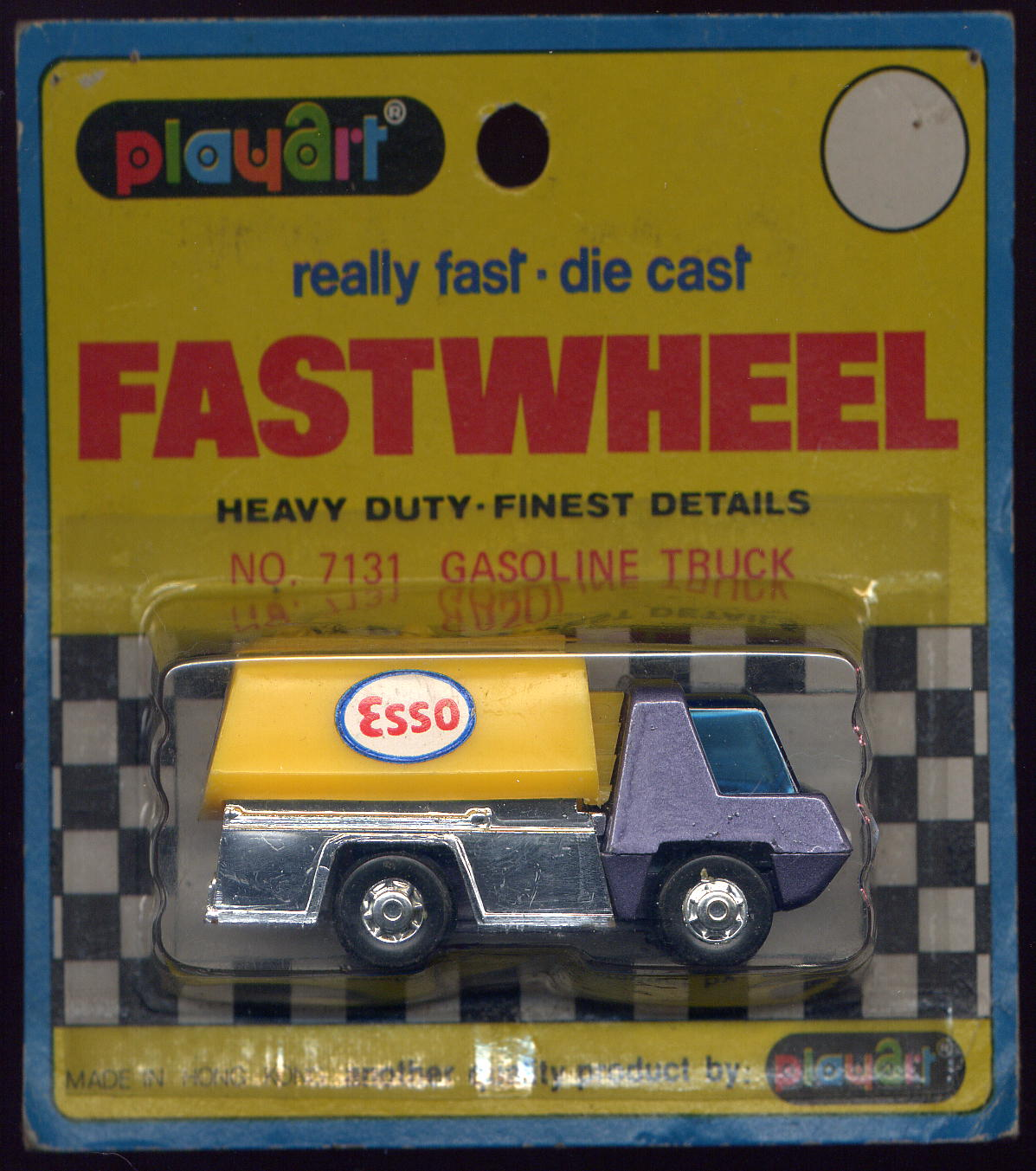
Esso-lastbil från Playart

## Tillverkare
- Bandai (Japan)
- Bburago (Italien)
- Corgi Toys (Storbritannien)
- Dinky Toys (Storbritannien, nedlagt)
- Hot Wheels (USA, Mattel)
- Maisto (USA)
- Majorette (Frankrike)
- Matchbox (Storbritannien, numera Mattel USA)
- Playart (Hongkong)
- Siku (Tyskland)
- Tomica (Japan)
- Tonka (USA)

## Nordiska tillverkare
- Alskog Design (Sverige), nedlagt.
- ANA (Nyköping, Sverige), nedlagt.[1]
- Assar (Sverige), nedlagt.
- BRIO (Osby, Sverige), tillverkar numera endast träbilar och ingenting i Sverige.
- Cerbo (Sverige), nedlagt.[2]
- EBÖ (Eskilstuna, Sverige), nedlagt.
- Emek (Finland), tillverkar bl.a. verklighetstrogna Volvo- och Scania-lastbilar.[3]
- Elvin Plastic (Sverige), nedlagt.
- Galanite (Löddeköpinge, Sverige), nedlagt.[4]
- Lars Kjel(l)me AB (Kalmar, Sverige), troligtvis samhörande med Viking Toys.
- Lemeco (Örbyhus, Sverige), tillverkade både plast- och metallbilar.[5]
- Lenyko (Göteborg, Sverige), tillverkade Volvo-bilar på 50-talet, sålde senare under namnet Geno Toys.[6]
- Plasto (Åland, Finland), gör fortfarande likadana sandleksaker som på 80-talet.[7]
- Skaraplast (Skara, Sverige), uppköpta av Hammarplast.
- Skoglund & Olson (Gävle, Sverige), nedlagd gjutjärnstillverkare som bland annat tillverkade leksaker, startades av E. G. Skoglund och Axel Olson.[8]
- Tekno (Danmark), nedlagt.
- Tomte (Norge), nedlagt.
- Viking Toys (Torsås, Sverige), gör fortfarande plastleksaker fast tillverkningen sker i Sydostasien sen 1996.[9] På äldre modeller står det ofta Vikingplast.